# Ungdomshuset

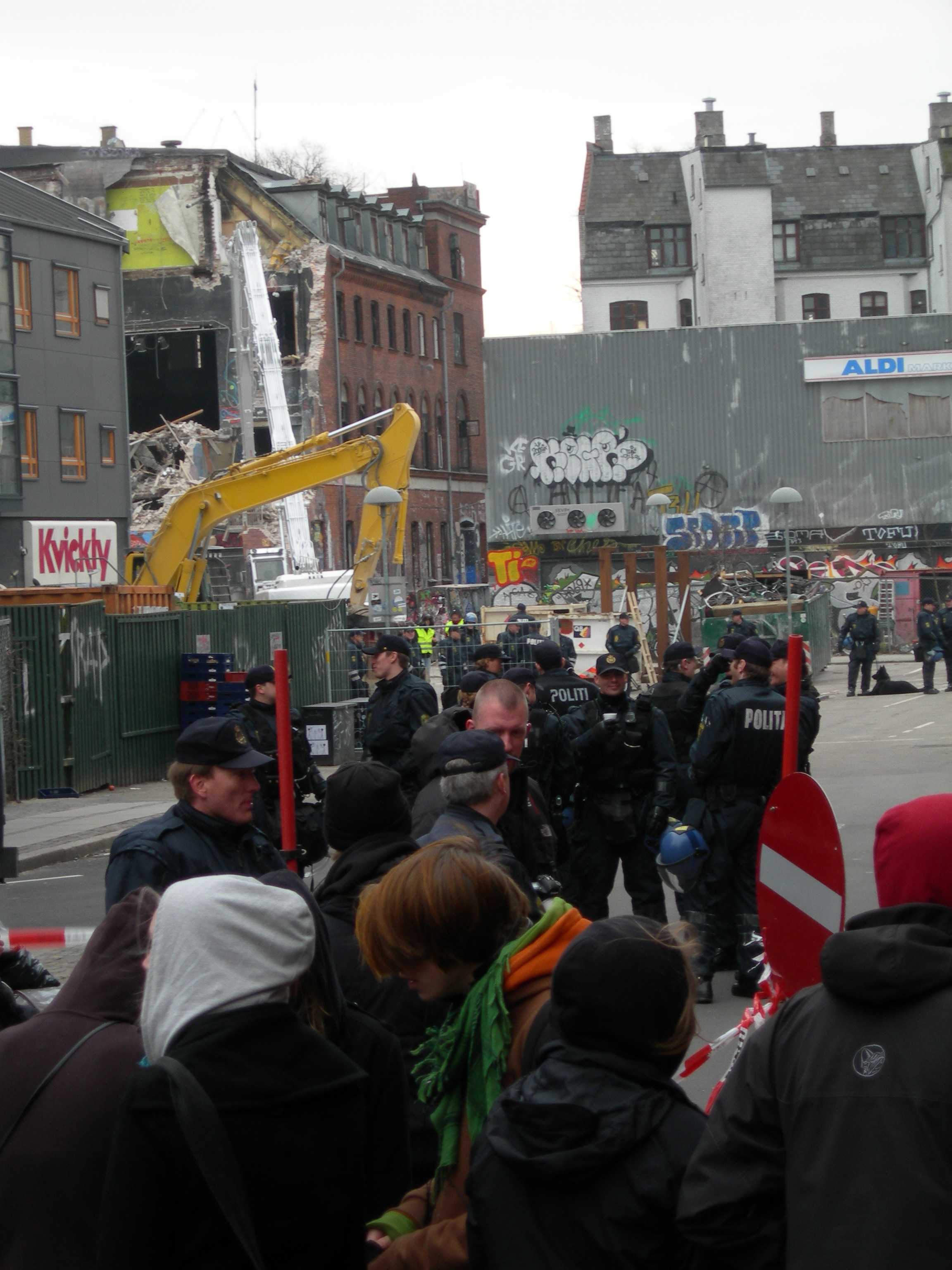
A bontás

Az Ungdomshuset (szó szerint ifjúsági ház) Koppenhága Nørrebro negyedében állt épület, amely 1982-2007 között underground zenei központként és különféle anarchista és baloldali csoportok találkozóhelyeként működött. A koppenhágai önkormányzat és a helyszínt elfoglaló aktivisták közötti konfliktusok miatt az 1990-es évek közepe óta a média és a közvélemény érdeklődésének középpontjában állt.
A rendőrség 2007. március 1-jén kezdte meg az épület kiürítését, majd március 5-7. között lebontották.

## Története
Az épület építését 1897. november 12-én fejezték be. A 20. század elején a dán munkásmozgalom székhelyeként szolgált. 1982-ben punk és anarchista csoportok foglalták el; ez volt Európa legrégebbi squatja (foglalt háza). 1999-ben a helyhatóság áruba bocsátotta. Ekkor a házfoglalók a következő feliratot helyezték el az épületen: "Eladó, 500 pokoli független, kődobáló, erőszakos pszichopatával együtt". 2001-ben megvette egy evangéliumi keresztény felekezet, a Faderhuset. 2007. március 5-én 3 napos utcai zavargások után lebontották.